# Atletica leggera ai X Giochi panafricani - 5000 metri piani maschili
La specialità dei 5000 metri piani maschili ai X Giochi panafricani si è svolta il 15 settembre 2011 all'Estádio Nacional do Zimpeto di Maputo.

## Podio
| Oro     | Moses Ndiema Kipsiro Uganda |
| Argento | Yenew Alamirew Etiopia      |
| Bronzo  | Abayneh Ayele Etiopia       |

## Risultati

### Finale
| Class   | Atleta               | Nazione  | Tempo    | Note |
| ------- | -------------------- | -------- | -------- | ---- |
| Oro     | Moses Ndiema Kipsiro | Uganda   | 13:43.08 |      |
| Argento | Yenew Alamirew       | Etiopia  | 13:43.33 |      |
| Bronzo  | Abayneh Ayele        | Etiopia  | 13:43.51 |      |
| 4       | Vincent Yator        | Kenya    | 13:43.52 |      |
| 5       | Osman Yahya          | Sudan    | 13:44.06 |      |
| 6       | Jacob Chesari        | Kenya    | 13:44.18 |      |
| 7       | Mumin Gala           | Gibuti   | 13:45.28 |      |
| 8       | Youssouf His Bachir  | Gibuti   | 13:45.61 |      |
| 9       | Robert Kajuga        | Ruanda   | 13:48.50 |      |
| 10      | Rabah Aboud          | Algeria  | 13:50.56 |      |
| 11      | Ahmed Abaidalla      | Sudan    | 13:51.11 |      |
| 12      | Tony Wamulwa         | Zambia   | 13:52.65 |      |
| 13      | Mark Kiptoo          | Kenya    | 13:54.27 |      |
| 14      | Berhane Tsegay       | Eritrea  | 13:54.68 |      |
| 15      | Abdel Munaim Yahya   | Sudan    | 14:11.23 |      |
| 16      | Fabiano Sulle        | Tanzania | 14:11.99 |      |
| 17      | Jean Marie Uwajeneza | Ruanda   | 14:24.93 |      |
| 18      | Godfrey Rutayisire   | Ruanda   | 14:26.30 |      |
| 19      | Jobo Khataoune       | Lesotho  | 14:46.69 |      |
| 20      | Hugues Kombila       | Gabon    | 16:12.00 |      |
| 21      | Christian Ngniza     | Gabon    | 16:25.46 |      |